# Ајос Димитриос
Ајос Димитриос (грч. Άγιος Δημήτριος Agios Dimitrios) насеље је у Грчкој и једно од великих предграђа главног града Атине. Ајос Димитриос припада округу Јужна Атина у оквиру периферије Атика.

## Положај
Ајос Димитриос се налази јужно од управних граница града Атине. Удаљеност између средишта ова два насеља је свега 5 км.

## Становништво
У последња три пописа кретање становништва Ајоса Димитриоса било је следеће:
| 1991. | 2001. |
| ----- | ----- |
| 6.153 | 7.599 |

Кретање броја становника у општини по пописима:
| 1981.  | 1991.  | 2001.  | 2011.  |
| ------ | ------ | ------ | ------ |
| 51.421 | 57.574 | 65.173 | 71.294 |